# Energetski neovisna kuća
Energetski neovisna kuća vrsta je objekta koji funkcionira u potpunosti neovisno od mreže javnih opskrbnih sustava energije. ENK (energetski neovisna kuća) spada u nulte energetske kuće.Takav objekt svu potrebnu energiju za grijanje, hlađenje, potrošnu toplu vodu, rasvjetu i ostala trošila dobiva pretvorbom i pohranom solarne energije ili nekog drugog obnovljivog izvora energije. Dakle, energetski neovisne kuće, za razliku od ostalih nultih energetskih kuća, višak proizvedene energije ne puštaju u mrežu jer nisu spojeni na nju, nego pohranjuju tu energiju kako bi je mogli koristiti zimi kada se proizvodi manje energije. 
Energija je obično pohranjena preko kombinacija tehnologija za proizvodnju energije iz Sunca i vjetra, dok se ukupna potrošnja energije smanjuje s visoko učinkovitim HVAC-om (grijanje, ventilacija i klimatizacija) i rasvjetnim tehnologijama, te dobrom izolacijom i malim gubicima energije.
Takve vrste objekata poput nultih energetskih kuća i energetski neovisnih kuća neophodne su u budućnosti zbog toga što se trenutno 40 % ukupne energije fosilnih goriva u SAD-u i Europskoj uniji troši na tradicionalne kuće, što ima velik doprinos u stakleničkim plinovima. Takvi su objekti sadašnjost, bliska, a i daljnja budućnost zbog svoje praktičnosti, zbog čuvanja okoliša i zbog velike isplativosti. U Republici Hrvatskoj također trebamo krenuti ovakvom gradnjom kuća, ako ne zbog ekologije onda zbog EU regulative o smanjenju stakleničkih plinova.

## Povijest
Grupa aktivista i inženjera pod nazivom New Alchemists 1970-tih vjerovali su da je gubitak resursa i glad ljudskog roda neizbježna. Bili su poznati po uloženom istraživanju u području neovisnih kuća. Koristeći konvencionalne tehnike konstruiranja, konstruirali su seriju projekata pod nazivom „bioshelter“, od kojih je najpoznatiji bio Ark Bioshelter za Princea Edwarda Islanda. Objavili su planove za sve te građevine zajedno s detaljnim konstrukcijskim proračunima i nacrtima. Ark je koristio pumpu za vodu i električnu energiju iz snage vjetra. Od siječnja 2010. godine organizacija koja je nastavila njihov rad ima svoju web stanicu pod nazivom „New Alchemy Institute".
Arhitekti poput Williama McDonougha i Kena Yeanga 1990-tih konstuirali su ekološki osviještene građevine u poslovne svrhe. Te su zgrade bile većinski energetski neovisne, ali ne u potpunosti, te se takav koncept razvio u potpunosti tek u zadnjih par godina zbog globalnog zatopljenja i poticanja ekološki osvještenog načina života.

## Proizvodnja i pohrana električne energije
Prvi korak u projektiranju ENK bio bi osigurati neovisnost od mreže električne energije u svrhu kontrolirane ekološki osvještene proizvodnje električne energije. Od potrošača koriste se maksimalno efikasni uređaji u kućanstvu i eko žarulje s minimalnom potrošnjom energije, kako bi uštedili na projektiranju skupog postrojenja za proizvodnju energije.

### Proizvodnja energije
Za proizvodnju mogu se koristiti solarni krovovi sačinjeni od solarnih članaka. Solarni krovovi imaju potencijal biti energetski najučinkovitiji i najjeftiniji od svih ostalih načina proizvodnje električne energije. Moderne solarne ćelije traju oko 40 godina, što ih čini veoma razumnom investicijom. One se i čiste kišnicom, tako da su i s te strane vrlo primamljiva investicija. Sa stajališta efikasnosti, današnje ćelije imaju efikasnost od oko 15 %, što je nisko, ali u razvoju su ćelije s do 47 %  efikasnosti što bi također pomoglo probijanju ove tehnologije ako bi bile ekonomski isplative.
Na područjima gdje nedostaje sunčanih dana, koristi se vjetar. Prosječna ENK treba samo jednu malu vjetroturbinu promjera 5 metara ili manje. Na 30 metara visokom tornju, ta turbina može proizvesti dovoljno električne energije da zadovolji potrebe kuće tijekom oblačnih dana. Komercijalno dostupne vjetroturbine koriste generatore s jednim pokretnim dijelom i pasivne samonamještajuće lopatice koje mogu biti aktivne godinama bez dodatnog ulaganja u održavanja. Najveća je prednost energije vjetra ta što danas veće vjetroturbine imaju nižu cijenu po watu proizvedene energije tijekom životnog vijeka od solarnih članaka, no ipak je presudna lokacija kuće za određivanje primarne tehnologije. Mikrobiološke gorive ćelije dozvoljavaju proizvodnju struje direktno iz biomase. Ovaj je način u razvoju i skup da bi bio efikasan.

### Pohrana energije
Za vrijeme niske potražnje za električnom energijom, višak se energije može pohraniti u baterije za korištenje u budućnosti, no baterije se trebaju mijenjati svakih par godina zbog određenog ciklusa punjenja i pražnjenja svake baterije, što je i najveći nedostatak ovakvih kuća. Inače se ovaj nedostatak eliminira spajanjem u mrežu i prodajom viška električne energije, te kupnjom energije kada nemamo samostalnu proizvodnju. Iako kuća spojena na mrežu nije više u potpunosti autonomna, ona je ekonomski isplativija. Skuplja je alternativa produljiti vijek trajanja baterija tako da projektiramo sustav s većim baterijama kako se one nebi praznile više od 50 %, što bi znatno produljilo njihov vijek trajanja, pa se zato kod kuća koje nemaju pristup mreži koriste dodatni generatori koji pune baterije, a pogonjeni su propanom, prirodnim plinom ili dieselom, što više nije toliko ekološki prihvatljivo kao prijašnja skuplja rješenja. 
Zemljane baterije koriste takozvanu zemljinu telursku struju. Mogu biti ugrađene bilo gdje u zemlju, a nude struju niskog napona i niske struje. Prije su se koristile za pogonjenje brzojava u 19. stoljeću. Kako efikasnost razvojom tehnologije raste, ovaj način mogao bi biti praktičan.

## Grijanje, hlađenje i toplinska izolacija
Većina ENK konstruirane su da imaju vrhunsku izolaciju, termalnu masu i pasivno solarno grijanje i hlađenje. Termalna masa je svojstvo materijala da pohranjuje toplinu zbog inercije na fluktuaciju temperature. (eng. Thermal mass; Thermal flywheel effect)
Pasivno solarno grijanje može ugrijati većinu građevina čak i u najhladnijim klimatskim područjima. U hladnijim klimatskim područjima, dodatna cijena izgradnje može koštati samo 15 % više nego izgradnja tradicionalne kuće bez solarnog grijanja. U toplijim klimatskim područjima, nema nekog većeg troška izgradnje od tradicionalnog načina. Pod toplije klimatsko područje podrazumjevaju se područja s manje od dva tjedna ledenih noći po godini.
Osnovne potrebe pasivnog solarnog grijanja su solarni kolektori koji moraju biti usmjereni prema dolazećim sunčevim zrakama, a poželjno je imati i termalnu masu kako bi noćima zadržali toplinu. Dodatno se koriste dva najpoznatija grijača za kuće s ultra visokom efikasnošću, a to su male dizalice topline koje ujedino nude kondicioniranje zraka, te centralno grijanje zraka s grijanom vodom u efikasnom kotlu. Centralno grijanje se kombinira s ventilacijskim sustavom.
Kako bi smanjili hlađenje kuće od naleta vjetra, često se koriste i zemljani zakloni kako bi smanjili potrebnu toplinu zbog gubitka konvekcijom. Također se gubitak topline može smanjiti izgradnjom oblih aerodinamičnih kuća. Veoma neefikasno bilo bi koristiti električne grijače pogonjene na dobivenu električnu energiju. Električni grijači troše puno struje, zbog čega bi trebalo konstruirati veće postrojenje za proizvodju energije, što nepotrebno diže cijenu izgradnje u startu. Dakako ne treba zaboraviti tradicionalno grijanje na drva i pelete, iako je ono ekološki neprihvaljivije od gore navedenih načina grijanja ENK.